# Mourad Batna
Mourad Batna (sinh ngày 27 tháng 6 năm 1990) là một cầu thủ bóng đá người Maroc hiện tại thi đấu cho Al Wahda FC ở vị trí hộ công.